# اریک پر سالیوان
اریک پر سالیوان (انگلیسی: Erik Per Sullivan؛ زادهٔ ۱۲ ژوئیهٔ ۱۹۹۱) یک هنرپیشه اهل ایالات متحده آمریکا است. وی بین سال‌های ۱۹۹۸ تا ۲۰۱۰ میلادی فعالیت می‌کرد.

## گزیده فیلمشناسی
از فیلم‌ها یا برنامه‌های تلویزیونی که وی در آن نقش داشته‌است می‌توان به آثار زیر اشاره کرد.
- آرماگدون (۱۹۹۸)
- قوانین خانه سایدر (۱۹۹۹)
- دنیای مالکوم (۲۰۰۰–۲۰۰۶)
- وندیگو (۲۰۰۱)
- جو دِرْت (۲۰۰۱)
- بی‌وفا (۲۰۰۲)
- در جستجوی نمو (۲۰۰۳)
- در جستجوی نمو (۲۰۰۳)
- کریسمس در کنار خانواده کرنک (۲۰۰۴)
- آرتور و نامرئی‌ها (۲۰۰۶)
- دوازده (۲۰۱۰)